# Geostock
Geostock est une entreprise française d’ingénierie fondée en 1965, qui fait partie du groupe Vinci Construction. Elle est spécialisée dans le stockage souterrain d’énergie (hydrocarbures liquides, liquéfiés et gazeux ; hydrogène ; air comprimé ; etc.).

## Historique

### Fondation
À la suite des effets de la crise du canal de Suez en 1956, et des chocs pétroliers, les principaux raffineurs français, accompagnés par le gouvernement, réagissent face à ses difficultés géopolitiques. Les entreprises françaises BP France et Shell s’associent et fondent le 23 septembre 1965 la « Société Française de Stockage Géologique Geostock ». Ils sont rejoints par ELF Union et Total,..

### Premiers sites
Geostock commence son activité en développant son premier site de cavités salines Géosel, à Manosque. Ce complexe de stockage souterrain contient actuellement 30 cavités salines. Geostock assure depuis 1969 l’ensemble des opérations d’exploitation de ce stockage et des deux pipelines pour le compte de Géosel.  
En 1971, à Lavéra, Geostock poursuit son expérience à Géogaz, site spécialisé dans les cavités minées et dans le stockage de GPL. 

### Expansion
Geostock s’étend dans les années 1970 en participant à la conception, la construction et l'exploitation de différents sites de stockage souterrain, ainsi que par des acquisitions de sociétés dans le même domaine d'activités[réf. souhaitée].
En 1972 naît Géomines, un stockage de gazole dans une ancienne mine de fer à May-sur-Orne (près de Caen en Normandie), qui a cependant été mis hors service en 1993. L’idée était de convertir une ancienne mine abandonnée en stockage géologique, en utilisant les vides artificiels déjà existants, des galeries ou des chambres d’exploitations[réf. souhaitée].
Loenhout marque le début des activités internationales de Geostock. C’est la première campagne géophysique pour un stockage de gaz naturel en milieu poreux. Geostock conçoit un aquifère dans lequel est stocké du gaz naturel, en 1975[réf. souhaitée].
En 1977, le site Geovexin voit le jour à Gargenville, près de Paris. C’est un site de stockage de propane en cavité minée. Il s’agit de la conversion en réservoir de propane d’un ensemble de galeries creusées pour un stockage de fioul lourd. Ce site est fermé en 2012 après 30 ans d’exploitation. La même année, un stockage de propane en cavité minée est réalisé par Geostock à Donges[réf. souhaitée].
En 1984, Géogaz évolue et intègre le stockage de butane commercial et butane chimie en cavité minée. En 1986, un stockage de butane en cavité saline voit le jour à Mohammedia, au Maroc, pour le compte de la société SOMAS. Une cavité de butane est ajoutée en 2013. En 1989, Geostock et Gaz de France s’associent en concevant un stockage de gaz naturel en cavités salines, en France, à Manosque. Le site Géométhane est mis en service en 1993. En 1996, Butagaz voit le jour à Sennecy-le-Grand, en France. C’est un stockage de propane en cavité minée. Une société commune, Gester, est créée en 1997 avec Simecsol sur une activité auxiliaire, la réhabilitation de sols pollués,. En 1999, l'acquisition de la société allemande,  Untergrundspeicher und Geotechnologie Systeme (UGS), lui permet de doubler son chiffre d'affaires. Le stockage souterrain de gaz est désormais l'activité prédominante, au détriment du stockage souterrain de pétrole, activité initiale,.
En 2011, Vinci rachète les 40% des parts au groupe pétrolier Total, et porte ainsi sa participation à 90% au sein de la société.
En 2014, Geostock conçoit un site de stockage d’hydrocarbures liquides en cavités minées à Jurong, à Singapour. Ce site est encore en exploitation par l’entreprise[réf. souhaitée].
En 2021, VINCI augmente sa participation dans Geostock à 100 %, faisant de cette entreprise une filiale de VINCI Construction Grands Projets.
En 2021, Geostock a piloté le projet européen Hystories,. Il s'agit d'un projet de recherche scientifique sur les possibilités de stockage de l'hydrogène en milieu poreux, c'est-à-dire dans les champs gaziers ou pétroliers déplétés, ainsi que dans les aquifères existants. Ce projet a réuni un collectif d'acteurs publics (universités européennes, instituts de recherche) et privés (bureaux d'études, industriels et exploitants de sites de stockages d'énergie), afin de développer des solutions techniques et de produire des analyses socioéconomiques sur les possibilités de ce type de stockages géologiques[réf. souhaitée].
Ce projet, financé par l'Union européenne a couru sur la période comprise entre le 1er janvier 2021 et le 30 juin 2023[réf. souhaitée].

### Identité visuelle

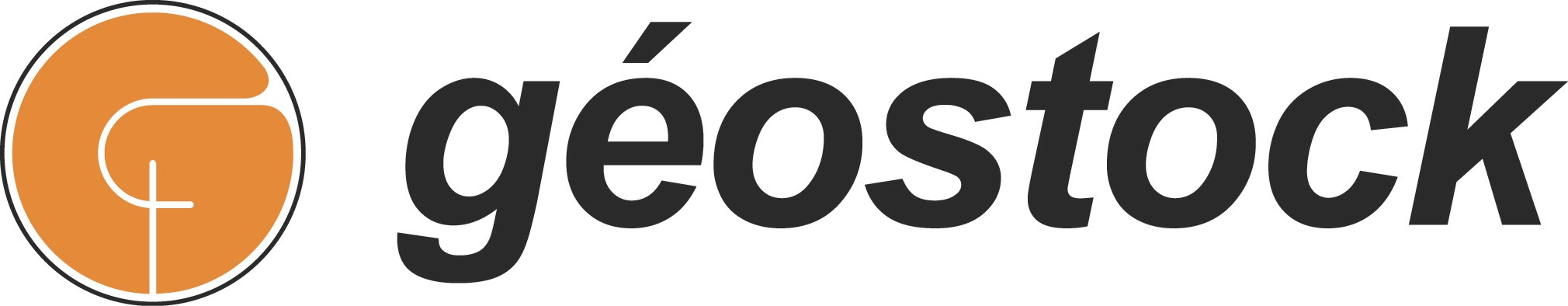
Logo de 1965 à 2012.
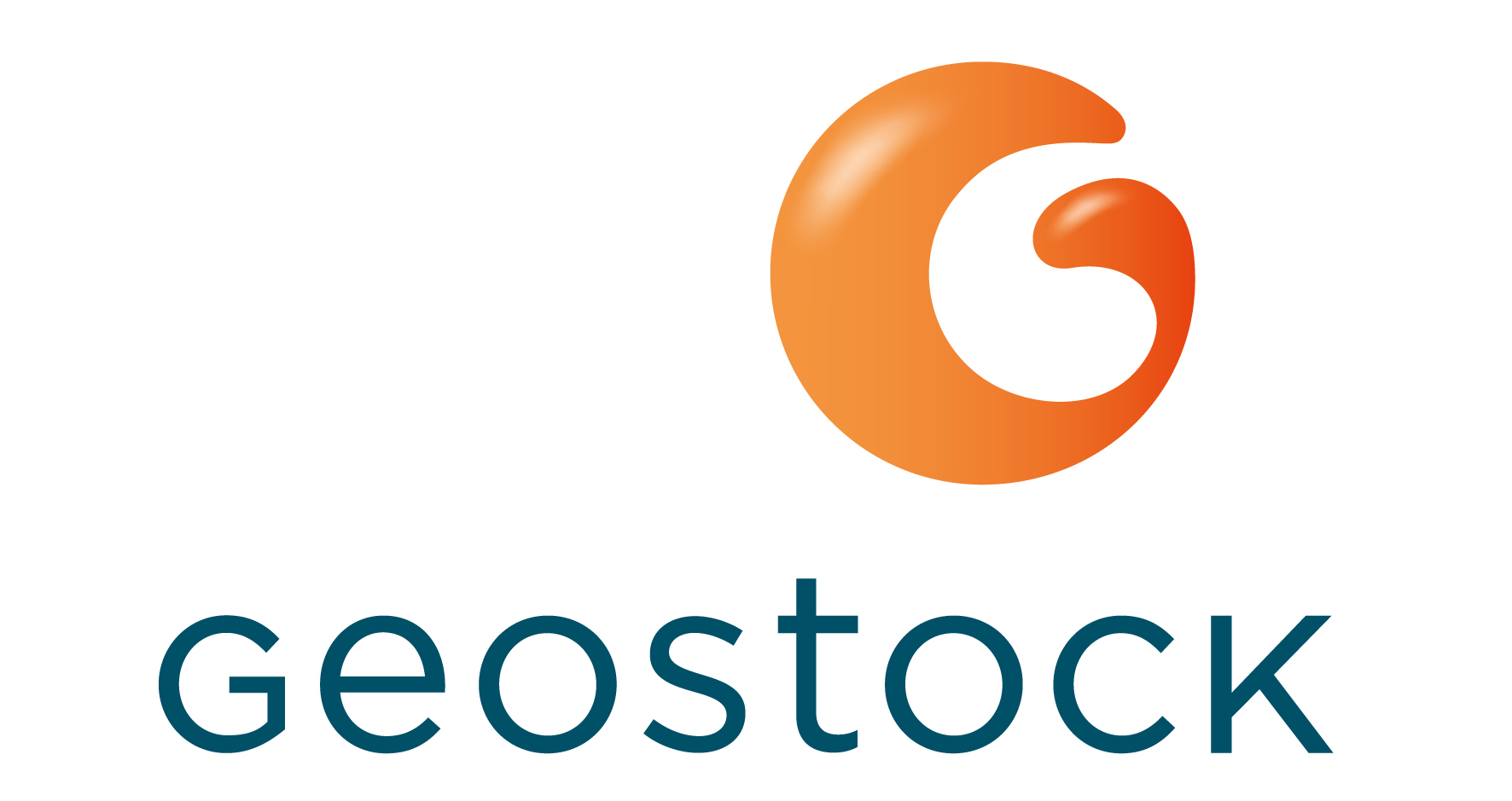
Logo de 2012 à 2014.
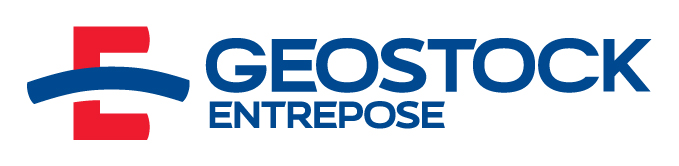
Logo de 2014 à 2020.
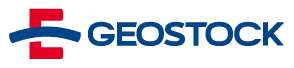
Logo 2020 à 2021.
Logo actuel de Geostock (2023)

## Organisation
Le groupe Geostock fait partie du groupe Vinci,. Au sein de cette holding, en janvier 2021, Geostock est rattachée par Vinci Construction Grands Projets, filiale de Vinci Construction.